# Luzni
Luzni là một xã trong quận Dibër thuộc hạt Dibër, Albania. Dân số năm 2005 là 3800 người.